# Cuckold

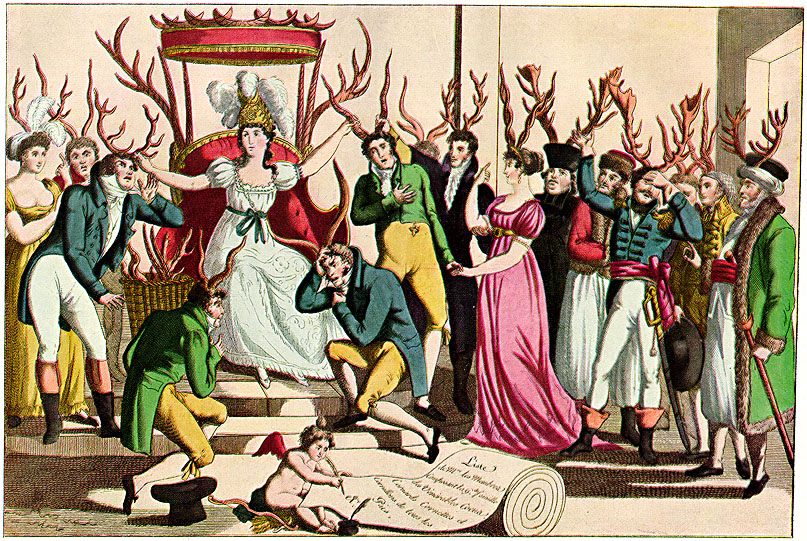
Sàtira francesa (ca. 1815) mostrant homes i dones portant banyes.

Banyut, cornut o cucut és la persona a qui la parella és infidel, especialment l'home que no sap que la seva companya li fa el salt, encara que pot aplicar tant a homes com dones i en relacions no heterosexuals. Sovint, aquest terme fa referència a la situació en què la persona enganyada no sap que ho és. Per a la situació en què un home sap que la companya sexual té sexe amb altres persones i ho consent, existeix el terme cabró, que sols s'aplica als homes.
En català, existeixen expressions per a fer referència a aquestes situacions, com ara: posar banyes (a algú), portar banyes (algú), fer el salt (a algú), enganyar (a algú), saltar, coronar, fer banyut/cornut, menjar olla (o taleca) de cabró, etc.
En l'àmbit dels fetitxes i les fílies sexuals, el terme anglès cuckold es refereix a l'home que accepta o que li agrada imaginar, conèixer, i fins i tot veure, la diversió que la seva companya té amb una altra persona (o persones). Pot sorgir dels diferents interessos a través del plaer en la gelosia (zelofilia), el voyeurisme, la submissió, la humiliació, o del plaer i por de la traïció. La paraula cuckold referència al cucut (cuckoo en anglès). A la naturalesa, el cucut mascle accepta i té en el seu niu una femella promíscua.
Hi ha la varietat en l'intercanvi de parella en què l'home banyut convida altres homes a penetrar l'esposa i poc després la penetra ell.
També, hi ha la pràctica coneguda com a creampie —literalment, "pastisset de nata"— en la qual hi ha un altre home que ejacula dins de la dona, i després el banyut la penetra o hi fa sexe oral. Aquesta darrera és cada vegada menys freqüent a causa de l'ús generalitzat dels condoms.